# Mníšek nad Hnilcom
Mníšek nad Hnilcom és un poble i municipi d'Eslovàquia. Es troba a la regió de Košice, a l'est del país.

## Història
La primera referència escrita de la vila data del 1233.

## Demografia
| Godina             | 1994 | 2004   | 2014   | 2024   |
| ------------------ | ---- | ------ | ------ | ------ |
| Nombre de persones | 1621 | 1711   | 1751   | 1830   |
| Diferència         |      | +5,55% | +2,33% | +4,51% |

| Godina             | 2023 | 2024   |
| ------------------ | ---- | ------ |
| Nombre de persones | 1832 | 1830   |
| Diferència         |      | −0,10% |